# 陳之良
陳之良（1493年—16世紀），字伯善，湖廣德安府隨州應山縣人，明朝政治人物。

## 生平
陳之良是正德十一年（1516年）丙子科湖廣鄉試舉人，嘉靖二年（1523年）成進士，授工部主事，管北徐呂梁，革除破舊水利，轉任刑部郎中，謹慎理刑，不畏權貴。給事中陸粲、行人岳倫等上疏張璁、桂萼專權納賄，下刑部推審，他如實奏覆，不久張璁回到內閣，因此在嘉靖八年（1529年）被革職閒住，家居四十餘年後去世。

## 家族
曾祖陳誾。祖父陳玑，壽官。父陳儼，训导。母劉氏。永感下。弟陳之輔（贡士）、之弼、之维、之佑。

## 引用
1. 1 2  同治《應山縣志·卷二十五·鄉賢》：陳之良，字伯善，初授工部主事，管北徐呂梁，洪舊水利可取槩革除之，轉刑部郎中，謹恪任法，不畏權貴；時給諫陸燦、行人岳倫等疏宰執張桂專權納賄，下刑部推鞫之，公拘審得實覆奏，未幾張還內閣，公遂落職，家居四十餘年卒。督學蔡公移檄本府云：「方張桂用事，時以事忤忤權落職者，今已錄且恤矣。刑部陳先生事亦奇偉，何以不白於今？」又四年，知縣張博申舉，得祀於鄉。
2. ↑  同治《應山縣志·卷二十三·選舉》：鄉舉……陳之良，正德丙子科 見甲科
3. ↑  《明世宗肅皇帝實錄·卷一百六》：（嘉靖八年十月己丑）革刑部郎中陳之良員外郎王行可職冠帶閒住……
4. ↑  龚延明主编. . 宁波: 宁波出版社. 2016. ISBN 978-7-5526-2320-8. 《天一閣藏明代科舉錄選刊.登科錄》之《嘉靖二年癸未科進士登科録》